# Robertomyia
Robertomyia is een vliegengeslacht uit de familie van de roofvliegen (Asilidae).

## Soorten
- R. lavignei Londt, 1990